# Millennium Records
Pour les articles homonymes, voir Millennium.
Millennium Records est un label discographique américain, anciennement dirigé par le producteur Jimmy Ienner, actif entre 1976 et 1983. Au cours de ses années distribué par RCA, une partie importante de sa production contient des morceaux sous licence des labels canadiens,,,.

## Succès
L'artiste le plus vendu du label est le pionnier de la musique électronique Meco, dont la reprise disco des morceaux Star Wars Theme/Cantina Band  de John Williams atteint le top du Billboard Hot 100 en 1977. En 1978, Meco enchaîne avec deux autres succès inspirés du cinéma pour le label : Theme from Close Encounters, qui se classe 25e du Billboard Hot 100 et Themes from The Wizard of Oz, qui se classe 35e du Billboard Hot 100[réf. nécessaire].
En 1981, Don McLean, travaillant alors avec Millennium, connu lui aussi plusieurs succès : Crying qui culmine à la 5e place du Billboard Hot 100, ainsi que Since I Don't Have You et Castles in the Air, tous deux faisant aussi partis du Billboard Hot 100. Entre 1981 et 1982, le groupe Franke and the Knockouts a trois succès dans le Billboard Hot 100 sur Millennium : Sweetheart à la 10e place, You're My Girl à la 27e, et Without You à la 24e[réf. nécessaire]
Millennium est notoire pour ne pas avoir signé Madonna en 1981.

## Groupes et artistes
Ils comprennent : Brooklyn Dreams, Chilliwack (en), Daniel Conti, Johnny Destry, Bruce Foster, Bruce Cockburn, Franke and the Knockouts, The Godz, Tommy James, Lori Lieberman, Don McLean, Meco, Rose, Steve Rodway, Joey Travolta et Yipes!